# Goljamo Krusjevo
Goljamo Krusjevo (bulgariska: Голямо Крушево) är ett distrikt i Bulgarien.   Det ligger i kommunen Obsjtina Boljarovo och regionen Jambol, i den östra delen av landet, 300 km öster om huvudstaden Sofia.
Trakten runt Goljamo Krusjevo består till största delen av jordbruksmark. Runt Goljamo Krusjevo är det glesbefolkat, med 8 invånare per kvadratkilometer.